# Cretaspira
Cretaspira é um gênero de gastrópodes pertencente à família Pseudomelatomidae.

## Espécies
- Cretaspira cretacea Kuroda, Habe & Oyama, 1971[2]